# Valença do Piauí
Valença do Piauí este un oraș în Piauí (PI), Brazilia.